# Pierrefort (tổng)
Tổng Pierrefort là một tổng của Pháp, thuộc tỉnh Cantal trong vùng Auvergne-Rhône-Alpes.

## Hành chính
| Giai đoạn | Ủy viên       | Đảng | Tư cách |
| --------- | ------------- | ---- | ------- |
| 2008-2014 | Louis Galtier | UMP  |         |
| 2001-2008 | Louis Galtier | DVD  |         |

## Các đơn vị trực thuộc
Tổng này gồm 11 xã:
- Brezons
- Cézens
- Gourdièges
- Lacapelle-Barrès
- Malbo
- Narnhac
- Oradour
- Paulhenc
- Pierrefort
- Sainte-Marie
- Saint-Martin-sous-Vigouroux